# Le Temple des vents
Le Temple des vents (titre original : Temple of the Winds) est le quatrième volume dans la série L'Épée de vérité écrit par Terry Goodkind. Il est sorti en 1997.

## L'histoire
Jagang, empereur de l'Ordre Impérial, a invoqué une prophétie à Fourche-Etau liant Richard et Kahlan à un destin de douleur, de trahison et d'un chemin aux enfers. À la demande de Jagang, une Sœur de l'Obscurité pénètre dans le fabuleux Temple des Vents et lâche une maladie, la peste, qui balaye Le Nouveau Monde comme un incendie, détruisant des vies à un rythme alarmant. Pour arrêter ce fléau, Richard et Kahlan doivent sacrifier tout ce qu'ils ont en commun.
Résumé
Le Temple des vents reprend l'intrigue peu de temps après la fin du volume Le Sang de la déchirure. 
Un sorcier, Marlin, apparait en Aydindril annonçant ses intentions de tuer Richard Rahl. Il est immédiatement capturé, et questionné par la Mère Inquisitrice, Kahlan Amnell et un des gardes du corps de Richard, Cara. Cara utilise ses capacités de Mord-Sith pour retourner le don de Marlin contre lui quand il tente de s'échapper. Le lien entre Cara et Marlin est utilisé contre elle quand Jagang prend possession de l'esprit de Marlin après qu'il a tenté de s'échapper. Plus tard, une femme surgit du passé de Richard, Nadine, elle est herboriste en Terres d'Ouest. Elle tente de guérir Cara mais échoue. Le demi-frère de Richard, Drefan, guérisseur issu de l'ordre des Raug'Moss, parvint à soigner Cara.
L'ancienne Dame Abesse Annalina et Zedd se mettent à la poursuite de Nathan. Leurs recherches les mènent dans une auberge dans une ville anonyme, où ils découvrent que Nathan les a trompés pour qu'ils suivent un autre homme qui les informe de ne plus poursuivre Nathan, mais de protéger un trésor. Une Sœur de l'Oscurité poursuivait également Nathan, mais finit par tomber dans un piège de Zedd destiné à capturer Nathan.
Richard et Berdine continue la traduction du journal de Kolo, ainsi est nommé le sorcier mort pour protéger la Sliph. Profitant de l'agitation causée par toutes ces occupations, une Sœur de l'Oscurité se promène en Aydindril semant une peste magique. En cherchant un remède à cette maladie, Richard voyage dans l'Enclave du Premier Sorcier, trouve les vêtements du premier sorcier de guerre, s'en habille ainsi qu'un livre retraçant le procès des sorciers responsable de la disparition du Temple des Vents. Pour sauver les populations des Contrées du Milieu et du Nouveau Monde, les vents exigent que Richard se marie avec Nadine et Kalhan avec Drefan Rahl. Sachant que c'est la seule solution, une double cérémonie de mariage a lieu avant la révélation du temple. Kahlan Amnell, le véritable amour de Richard le trahi afin de lui permettre d'entrer dans le Temple des Vents. De cette manière, Richard sauve le peuple des Contrées du Milieu de la peste. Mais afin de retourner, il doit payer le prix de la connaissance obtenue dans le Temple, en la laissant sur place mais il y rapporte une chose qu'aucune bibliothèque ne peut enseigner ou contenir : la compréhension. Par ceci, la rémission est le seul salut qui peut sauver Richard d'une éternelle vie de condamné. En outre, les esprits du mal, menés par un Darken Rahl très en forme, ordonnent à Richard d'absorber la peste contenue dans le livre noir volé au temple.
Nathan sauve une femme nommée Clarissa d'une vie d'esclavage pendant que le pays est conquis par l'Ordre Imperial. Il établit alors un rapport  intime avec elle, et l'utilise pour obtenir des objets (livres de prophéties) de Jagang qui furent donnés sous une affaire d'attaque entre Nathan (agissant tel un Seigneur Rahl à ce moment) et Jagang.
Pendant ce temps, Drefan prend la tête des Contrées du Milieu et se fait passer comme ayant le don. Kalhan refuse toujours de se considérer comme sa femme et commence à organiser les troupes dans son dos. Quand Richard est de retour, Kahlan apprend qu'elle doit détruire le livre dans le but de sauver Richard;  elle se rend donc dans l'Ancien Monde en voyageant dans la sliph. À son arrivée, elle trouve Nathan, Verna, et Warren dans une situation dangereuse, et  les aide immédiatement. Clarissa est tuée dans le combat par des traitres. Avec le livre, Kahlan revient en Aydindril, mais une bataille s'ensuit avec Defran, et elle est incapable de le tuer. Heureusement, Richard arrive et neutralise Drefan qui est tué par la sliph peu de temps après. Kahlan détruit le livre en prononçant les trois Carillons recommandés par Nathan guérissant ainsi Richard de la peste.
Plus tard, Richard et Kahlan se rendent au pays des Hommes d'Adobe pour se marier. Ils y rencontrent Zedd et Anna que Chandalen a délivrés. Richard et Kahlan s'unissent malgré la visite de Shota qui les avertit de nouveau de ne pas concevoir d'enfants, et donne à Kalhan, pour cela un collier susceptible d'éviter une grossesse.

## La quatrième leçon du sorcier
Dans ce volume, nous découvrons la quatrième leçon du sorcier : « il y a de la magie dans une rémission sincère. De la magie pour guérir. Dans la rémission vous accordez, et ainsi, plus dans la rémission vous recevez. »
« Absoudre, c'est donner aux autres. Mais aussi recevoir d'eux plus que ce qu'on leur a offert. »

## Personnages
- Richard Rahl
- Kahlan Amnell
- Cara
- Drefan Rahl
- Berdine
- Raina
- Nadine
- Dame Abesse Annalina
- Nathan Rahl
- Zeddicus Zul'Zorander
- Jagang
- Verna Sauventreen
- Warren
- Shota